# Daybreak (jeu de société)
Pour les articles homonymes, voir Daybreak (homonymie).
Daybreak est un jeu de société coopératif qui aborde le changement climatique et les réponses systémiques et technologiques face au défi de la transition énergétique. Il a été conçu par l'auteur de Pandémie, Matt Leacock et Matteo Menapace, et publié par CMYK en novembre 2023, partiellement traduit en français par Asmodee en 2024.

## Principe général
Daybreak est un jeu coopératif qui propose une vision résolument optimiste de notre futur proche dans laquelle vous construisez des technologies innovantes et améliorerez la résilience de votre population pour faire face au réchauffement climatique. Le jeu est centré sur la lutte contre le changement climatique, il invite les joueurs à incarner des puissances mondiales (Etats Unis, Chine, Europe, Monde Majoritaire) œuvrant ensemble pour atteindre la neutralité carbone avant que la température globale n'atteigne un seuil critique

## Récompenses
Le jeu a été remarqué pour son approche optimiste de la lutte contre le changement climatique, mettant l’accent sur le pari de la technologie et de l'innovation et le partenariat pour surmonter les défis environnementaux. Malgré son ton optimiste ou des victoires jugées facile, certains critiques ont souligné que le jeu simplifie les réalités complexes des problèmes climatiques mondiaux.
En juillet 2024, il a remporté le prix Kennerspiel Spiel des Jahres catégorie du meilleur jeu connaisseur.
En février 2025, Daybreak a reçu le prix Lizzie Magie au Festival Rennes en Jeux, un prix récompensant les démarches dans le monde du jeux de société à fort impact social, politique ou environnemental.
En février 2025, Daybreak a été nommé pour l'As D'or Jeu de l'Année dans la catégorie Expert.